# Парламентарни избори в България (1986)
Парламентарните избори се провеждат на 8 юни 1986 г. в Народна република България и са за IX народно събрание.

## Обща информация
На избирателите е предоставена една единствена листа с кандидатите на Отечествения фронт, доминиран от Българската комунистическа партия. Според официалните данни само 1 142 от тях са гласували против листата, а други 6 639 562 са подкрепили. Избирателната активност е 99,9%. От всички депутати 276 души са от Българска комунистическа партия, 99 от Български земеделски народен съюз и 25 са безпартийни.

## Резултати
| Партия                    | Гласове   | %     | Места |
| ------------------------- | --------- | ----- | ----- |
| Отечествен фронт          | 6 639 562 | 99,98 | 400   |
| Против                    | 1 142     | 0,02  | –     |
| Невалидни/празни бюлетини | 4 941     | –     | –     |
| Общо                      | 6 645 645 | 100   | 400   |
| Източник: Nohlen & Stöver |           |       |       |